# Jasuna Kozono
Jasuna Kozono (japonsky 小園安名 Kozono Jasuna; 1. listopadu 1902 – 5. listopadu 1960) byl důstojníkem a pilotem japonského císařského námořního letectva.
Jako hikótaičó (飛行隊長 ~ velitel palubní skupiny) na Rjúdžó se zúčastnil druhé čínsko–japonské války. Jako velitel kókútai 251 se stal duchovním otcem japonských nočních stíhačů. Na konci druhé světové války odmítl japonskou kapitulaci a vyzýval k pokračování v boji, za což byl po válce uvězněn.

## Počátek kariéry a služba naRjúdžó
Přihlásil se do 51. běhu japonské císařské námořní akademie (海軍兵学校, Kaigun heigakkó), kterou ukončil v roce 1923.
Od října 1935 až do prosince 1937 zastával nejprve jako tai'i (大尉 ~ poručík) funkci hikótaičó na letadlové lodi Rjúdžó. V září 1937, když Rjúdžó prodělávala svůj druhý turnus u čínských břehů za druhé čínsko–japonské války, je Kozono zmiňován již jako šósa (少佐 ~ korvetní kapitán). Dne 21. září vedl první ranní útok na letiště Tchien-che (天河) a Paj-jün (白云) v provincii Kuang-tung (viz Zastávka v Sasebu a druhý turnus u čínských břehů (září–prosinec 1937)).
Pravděpodobně v listopadu odeslala Rjúdžó svoje letouny na letiště Kunda u Šanghaje a odplula do Japonska. V březnu 1938 se Kozono stal hikótaičó u 12. kókútai (航空隊 ~ letecký pluk/skupina), která v té době působila z letiště Daikódžó v Nankingu a po reorganizaci v tomtéž měsíci z letiště Anking. U této jednotky Kozono působil až do prosince 1938.

## UTainan kókútai

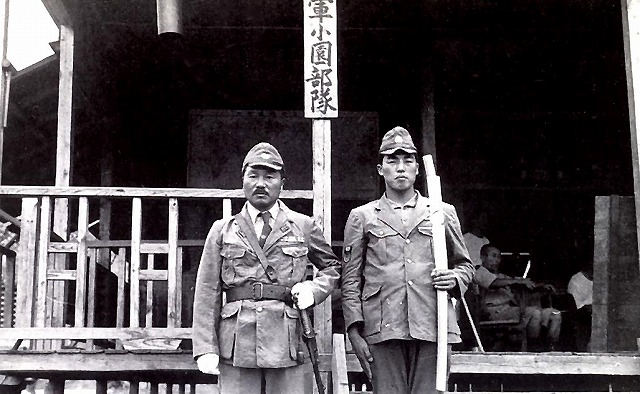
Kozono (nalevo) v Rabaulu

Na počátku druhé světové války v Pacifiku působil Kozono již jako čúsa (中佐 ~ fregatní kapitán) ve funkci fukučó (副長 ~ výkonný důstojník) u nově zřízené Tainan kókútai na Formose. S Tainan kókútai se Kozono dostal i do Rabaulu, který byl hlavní japonskou základnou pro operace v Šalomounových ostrovech a proti Nové Guineji. Zde Kozono zvažoval možnosti nočního stíhání amerických bombardérů, které na podzim 1942 relativně beztrestně operovaly nad Rabaulem. Dne 1. listopadu 1942 byla Tainan kókútai přeznačena na kókútai 251 a v prosinci se vrátila do Japonska na letiště Tojohaši k doplnění a reorganizaci. Kozono se stal novým velitelem kókútai 251. V Japonsku se mu také podařilo přesvědčit velení námořního letectva a dostal svolení modifikovat dva J1N1-C Gekkó pro noční stíhání. Úprava spočívala v zástavbě čtyř šikmo dopředu (dva nahoru a dva dolů) střílejících kanonů (obdoba německé „Schräge Musik“) a tak se Kozono stal otcem japonských nočních stíhačů. Počátkem května 1943 se Kozono i se svojí jednotkou a oběma modifikovanými Gekkó přesunul zpět do Rabaulu. Již 21. května sestřelil džótó hikó heisó (上等飛行兵曹) Šigetoši Kudó na jednom z Gekkó dvě B-17. Kozono velel kókútai 251 až do září 1943.

## Velitelem letecké základny Acugi a kapitulace Japonska
Od 1. března až do konce války velel jako taisa (大佐 ~ námořní kapitán) kókútai 302 a také námořní letecké základně Acugi (35°27′18″ s. š., 139°27′ v. d.), na které byla kókútai 302 umístěna. Když se Kozono ujal velení, nechal k původní vzletové a přistávací dráze vybudovat několik dalších. Kozono cvičil kókútai 302 pro útoky na B-29 pomocí šikmo vzhůru střílejícího kanónu, který byl tentokrát zabudován do jednomístných jednomotorových stíhaček (A6M Reisen/Zero a J2M Raiden/„Jack“) a dalších letadel, které měla kókútai 302 k dispozici.
Když 15. srpna císař Hirohito oznámil rozhlasem rozhodnutí o kapitulaci, byl Kozono jedním z důstojníků, kteří odmítli zprávu o kapitulaci Japonska a vystoupili proti ní. Kozono a další piloti ze základny Acugi se vzbouřili. Pod Kozonovým velením natiskli letáky vyzývající k odmítnutí kapitulace a pokračování ve válce. Ty pak byly rozhazovány z letadel nad Tokiem, Jokohamou, Jokosukou a dalšími městy v okolí základny. Vedle rozhazování letáků se kókútai 302 (spolu s Jokosuka kókútai) i nadále věnovala operacím proti spojeneckým letounům nad oblastí Tokia. Když vzbouřenci po sedmi dnech poznali, že odpor je marný, vzlétli mnozí z nich k poslednímu letu bez návratu a se svými letadly se schválně zřítili do moře. Kozono jejich příkladu nenásledoval, neboť byl od 20. srpna hospitalizován – podle Hata & Izawa „z mentálních důvodů“.
Po válce byl Kozono souzen, odsouzen a uvězněn v jokohamské věznici za vzpouru. Propuštěn byl roku 1952 a roku 1960 zemřel ve svém rodišti v prefektuře Kagošima.